# Vinko Puljić

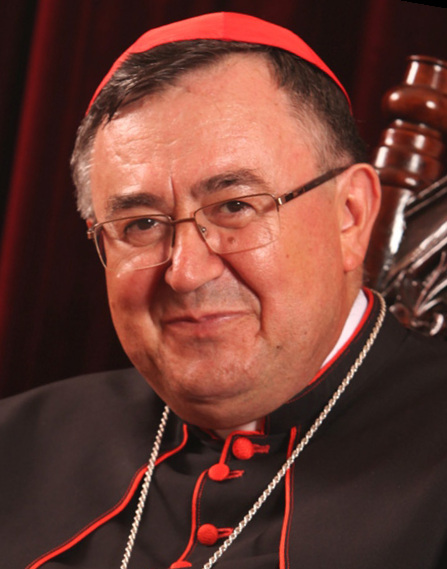
Vinko Kardinal Puljić

Kardinalswappen

Vinko Kardinal Puljić (* 8. September 1945 in Priječani, Jugoslawien) ist ein römisch-katholischer Geistlicher und emeritierter Erzbischof von Vrhbosna (Sarajevo).

## Leben
Vinko Puljić absolvierte seine Schulzeit und sein theologisches Studium an kirchlichen Schulen in Zagreb und Đakovo. Am 29. Juni 1970 empfing er das Sakrament der Priesterweihe für das Bistum Banja Luka und wirkte anschließend bis 1973 als Kaplan in Banja Luka.
Von 1973 bis 1978 war er Seelsorger in Ravska, von 1978 bis 1987 arbeitete er als Spiritual an den Seminaren von Zadar. Regelmäßig veranstaltete er Exerzitien, Einkehr- und Besinnungstage. Anschließend leitete er als Pfarrer drei Jahre lang die Gemeinde in Bosanska Gradiška. 1990 war er kurzzeitig Subregens des Priesterseminars in Sarajevo.
Am 19. November 1990 ernannte ihn Papst Johannes Paul II. zum Erzbischof von Vrhbosna. Die Bischofsweihe spendete ihm der Papst persönlich am 6. Januar des folgenden Jahres, Mitkonsekratoren waren der Offizial im Staatssekretariat des Heiligen Stuhls, Erzbischof Giovanni Battista Re, und der damalige Sekretär der Kongregation für die Bischöfe, Erzbischof Justin Francis Rigali.
Am 26. November 1994 nahm ihn Papst Johannes Paul II. als Kardinalpriester mit der Titelkirche Santa Chiara a Vigna Clara in das Kardinalskollegium auf. Zu diesem Zeitpunkt war er mit 49 Jahren jüngstes Mitglied des Kardinalskollegiums. Weiterhin ist er Mitglied der Kongregation für die Evangelisierung der Völker und des Päpstlichen Rates für den Interreligiösen Dialog.
Vinko Kardinal Puljić war in den Jahren 1995–2002 und 2005–2010 Vorsitzender der Bischofskonferenz für Bosnien und Herzegowina. Während des Bosnienkrieges leistete er humanitäre Hilfe, auch unter eigener Gefährdung. Durch sein Engagement für den Frieden erlangte Puljić internationale Bekanntheit.
Papst Franziskus nahm am 29. Januar 2022 seinen altersbedingten Rücktritt an. Am Konklave 2025 wollte der dienstälteste der wahlberechtigten Kardinäle aus gesundheitlichen Gründen ursprünglich nicht teilnehmen. Am 24. April 2025 gab Puljić schließlich bekannt, dass ihm die Ärzte einen hinreichend guten Gesundheitszustand bescheinigt hätten, der ihm die Teilnahme am Konklave schließlich doch erlaube.